# Vice-amiral du Royaume-Uni
Le vice-amiral du Royaume-Uni, en anglais : Vice-Admiral of the United Kingdom est un titre honorifique généralement attribué à un officier général de la Royal Navy. Malgré son nom, le titre de vice-amiral du Royaume-Uni est habituellement détenu par un Admiral. Il est l'adjoint officiel du Lord High Admiral, un titre honorifique (quoique parfois opérationnel) rempli par le Souverain entre 1964 et 2011 et actuellement détenu par SAS le duc d'Édimbourg. Il est nommé par le monarque lors de la nomination du First Sea Lord, et son nom est publié dans la London Gazette par le Home Office. Le Vice-amiral du Royaume-Uni prend sa retraite à l'âge de 70 ans.

## Histoire
Dans le passé, le Vice-amiral d'Angleterre (puis Vice-amiral de Grande-Bretagne suivant l'Acte d'union de 1707 avec l'Écosse) est le deuxième grade le plus élevé de la Royal Navy, et jusqu'en 1801 son titulaire est officiellement appelé le Lieutenant of the Admiralty. L'office est créée en 1545 par le Roi Henry VIII. Parmi ses attributions, le Lieutenant of the Admiralty préside le Council of the Marine, plus tard connu sous le nom de Navy Board. 
En tant qu'adjoint au Lord High Admiral, avant 1964, les attributions du Board of Admiralty aurait, en théorie, échu au Vice-amiral si tout le Conseil avait été incapacité, avant qu'une nouvelle Commission de l'Amirauté avant de recevoir le Grand sceau. Cependant, cette éventualité ne s'est jamais présentée.
Juste en dessous du Vice-Amiral se trouve le Contre-amiral du Royaume-Uni, un autre titre honorifique.
Depuis 2005, ce titre est détenu par le Commander-in-Chief Fleet (en).

## Vice-amiraux d'Angleterre
- Sir Robert de Umfraville 1410?–1436
- Sir Richard Harliston (en)
- Sir Thomas Wyndham
- William FitzWilliam 1513
- Sir Thomas Pert in 1517
- Sir Robert Tyrwhitt
- William FitzWilliam (1er comte de Southampton) 1520, 1522–1523
- Arthur Plantagenêt (1er vicomte Lisle) 1525
- Sir William Winter 1544-1588
- Sir Francis Drake 1588
- Sir Richard Grenville 1591
- Sir Richard Leveson 1604
- Sir Robert Mansell
- Sir William Batten 1642–1647
- Sir William Penn 1652–1660?
- Édouard Montagu, 1er comte de Sandwich 1er avril 1661 – 28 mai 1672
- Prince Rupert du Rhin 15 août 1672 – 19 novembre 1682
- Henry FitzRoy, 1er duc de Grafton 2 décembre 1682 – 1689
- Arthur Herbert, 1er comte de Torrington 14 septembre 1689 – 18 décembre 1690
- vacant?
- Edward Russell, 1er comte d'Orford 9 novembre 1693 – ?
- Sir George Rooke 1702 – 1er mai 1707

## Vice-amiraux de Grande-Bretagne
- Sir George Rooke 1er mai 1707 – 24 janvier 1709?

- James Berkeley, 3e comte de Berkeley 21 mars 1719 (New Style) – 17 août 1736

- Sir John Norris avril 1739 – 14 juin 1749[2]
- George Anson, 1er baron Anson 4 juillet 1749 – 6 juin 1762[3]
- Henry Osborn 4 janvier 1763 – 1765
- Edward Hawke, 1er baron Hawke 5 novembre 1765 – 16 octobre 1781
- George Brydges Rodney, 1er baron Rodney 6 novembre 1781 – 24 mai 1792
- Richard Howe, 1er comte Howe 9 juin 1792 – mars 1796[4]
- Alexander Hood, 1er vicomte Bridport mars 1796 – 1801

## Vice-amiraux du Royaume-Uni
- Alexander Hood, 1er vicomte Bridport 1er janvier 1801 – 2 mai 1814
- Sir William Cornwallis 14 mai 1814 – 5 juillet 1819[5]
- Sir William Young (en) 18 juillet 1819 – 25 octobre 1821[6]
- James Saumarez, 1er baron de Saumarez 21 novembre 1821 – 15 février 1832[7]
- Edward Pellew, 1er vicomte Exmouth 15 février 1832 – 23 janvier 1833[8]
- Sir Edward Thornbrough (en) 30 janvier 1833 – 3 avril 1834[9]
- Sir George Martin avril 1834 – 9 novembre 1846[10]
- Sir Davidge Gould (en) 17 novembre 1846 – 23 avril 1847[11]
- Sir Robert Stopford 5 mai 1847 – 25 juin 1847[12]
- Sir George Martin 10 juillet 1847 – 28 juillet 1847[13]
- Sir Thomas Byam Martin 10 août 1847 – 21 octobre 1854[14]
- Sir William Hall Gage 6 novembre 1854 – 20 mai 1862[15]
- Sir Graham Hamond, 2e baronnet (en) 5 juin 1862 – 10 novembre 1862[16]
- Sir Francis William Austen 11 décembre 1862 – 27 avril 1863[17]
- Sir Thomas John Cochrane (en) 16 mai 1863 – 12 septembre 1865[18]
- Sir George Francis Seymour 23 septembre 1865 – 20 novembre 1866[19]
- Sir William Bowles (en) 26 novembre 1866 – 15 janvier 1869
- Sir George Rose Sartorius (en) 1er mars 1869 – 3 juillet 1869[20]
- Sir Fairfax Moresby (en) 17 juillet 1869 – 21 janvier 1870[21]
- Sir Provo Wallis 12 février 1870 – 15 janvier 1876[22]
- Sir Michael Seymour 15 janvier 1876 – 23 février 1887[23]
- aboli sous le règne de la Reine Victoria; recréé sous Édouard VII
- Sir Michael Culme-Seymour, 3e baronnet 25 juillet 1901 – 1920[24]
- Sir Francis Bridgeman 1920 – 17 février 1929
- Sir Stanley Cecil James Colville (en) 25 mars 1929 – 13 février 1939[25]
- Sir Montague Edmund Browning (en) 13 février 1939 – 19 juin 1945[26]
- Sir Martin Dunbar-Nasmith (en) 19 juin 1945 – 12 octobre 1962[27]
- Sir John Hereward Edelsten (en) 12 octobre 1962 – 11 mars 1966[28]
- Sir John Peter Lorne Reid (en) 11 mars 1966 – 11 janvier 1973[29]
- Sir Deric Holland-Martin (en) 11 janvier 1973 – 12 avril 1976[30]
- Sir Nigel Stuart Henderson (en) 12 avril 1976 – 1er août 1979[31]
- Sir John Fitzroy Duyland Bush 1er août 1979 – 1984[32]
- Sir William Donough O'Brien 1984 – 13 novembre 1986
- Sir Leslie Derek Empson (en) 13 novembre 1986 – 29 octobre 1988[33]
- Sir Anthony Templer Frederick Griffith Griffin 29 octobre 1988 – 24 novembre 1988[34]
- Sir Anthony Storrs Morton (en) 24 novembre 1988 – 17 janvier 1994[35]
- Sir James Henry Fuller Eberle (en) 17 janvier 1994 – 6 novembre 1997[36]
- Sir Nicholas John Streynsham Hunt (en) 6 novembre 1997 – 30 avril 2001[37]
- Sir Jeremy Black 30 avril 2001 – 2005[38]
- Sir James Burnell-Nugent (en) 2005 – 2007
- Sir Mark Stanhope 2007 – 2009
- Sir Trevor Soar (en) 2009 – 2012
- Sir George Zambellas janvier 2012 - avril 2012
- Sir Donald Gosling (en) avril 2012 - 16 septembre 2019
- Michael Boyce 6 décembre 2021 – 6 novembre 2022[39]